# Elisabete Oliveira
Elisabete Regina Baptista de Oliveira (São Paulo, 27 de novembro de 1962 – São Paulo, 5 de janeiro de 2019) foi uma pedagoga, doutora em sociologia da educação e a principal pesquisadora sobre a assexualidade no Brasil.

## Formação acadêmica
Graduou-se em Letras pela Universidade Sant'Anna em 1985 e, posteriormente, em Pedagogia pela Universidade de São Paulo em 2010. Mestre em Educação pela Faculdade de Educação da USP (defesa em 2007); doutora em educação pela mesma universidade (defesa em 2014).

## Experiência profissional
Durante alguns anos, morando no Japão, atuou como professora, tradutora e intérprete de língua inglesa e portuguesa. Desde 2002, desenvolveu trabalho de pesquisa educacional e formação de professores nos campos de juventude, sexualidade, relações de gênero, diversidade sexual e direitos humanos, atuando junto a organizações não governamentais, institutos de pesquisa e órgãos do governo. A pesquisa de mestrado, defendida em 2007, trata das trajetórias afetivas, sexuais e reprodutivas de mulheres jovens de estratos populares da cidade de São Paulo. Em 2010, iniciou pesquisa de doutorado sobre a assexualidade — sexualidade de pessoas que não têm interesse na atividade sexual, na qual estuda as trajetórias de indivíduos autoidentificados como assexuais rumo a esta autoidentificação.
Elisabete Oliveira também foi coautora do livro "Minorias Sexuais: Direitos e Preconceitos" — coordenado por Tereza Rodrigues Vieira —, no qual redigiu um capítulo sobre pessoas assexuais denominado "Assexualidade e medicalízação na mídia televisiva norte-americana", lançado em 5 de junho de 2012, na Livraria Cultura.

## Repercussão e mídia
Devido à crescente visibilidade que a assexualidade vem ganhando ultimamente, Elisabete Oliveira, como uma das pesquisadoras pioneiras sobre o tema no Brasil, já foi convidada para discutir sobre a assexualidade em programas de TV e da internet. Uma de suas aparições na televisão foi na RedeTV!, sendo entrevistada por Amaury Júnior em seu programa, exibido em 14 de junho de 2012.
Foi convidada para abordar o assunto no programa Gabi Quase Proibida, apresentado por Marília Gabriela, indo ao ar no dia 17 de julho de 2013.
Concedeu uma entrevista no programa Prazer em Conhecer com a psicóloga e sexóloga Rose Villela, sendo exibido em 5 de novembro de 2013.
Foi entrevistada pela sexóloga Lelah Monteiro na Just TV, cuja entrevista foi exibida em 3 de fevereiro de 2014, ao vivo pela internet.
Em 2015, Elisabete foi entrevistada pela revista Época e pela UNIVESP da TV Cultura, falando sobre sua tese de doutorado “Minha vida de ameba”.